# Bastauwiesen

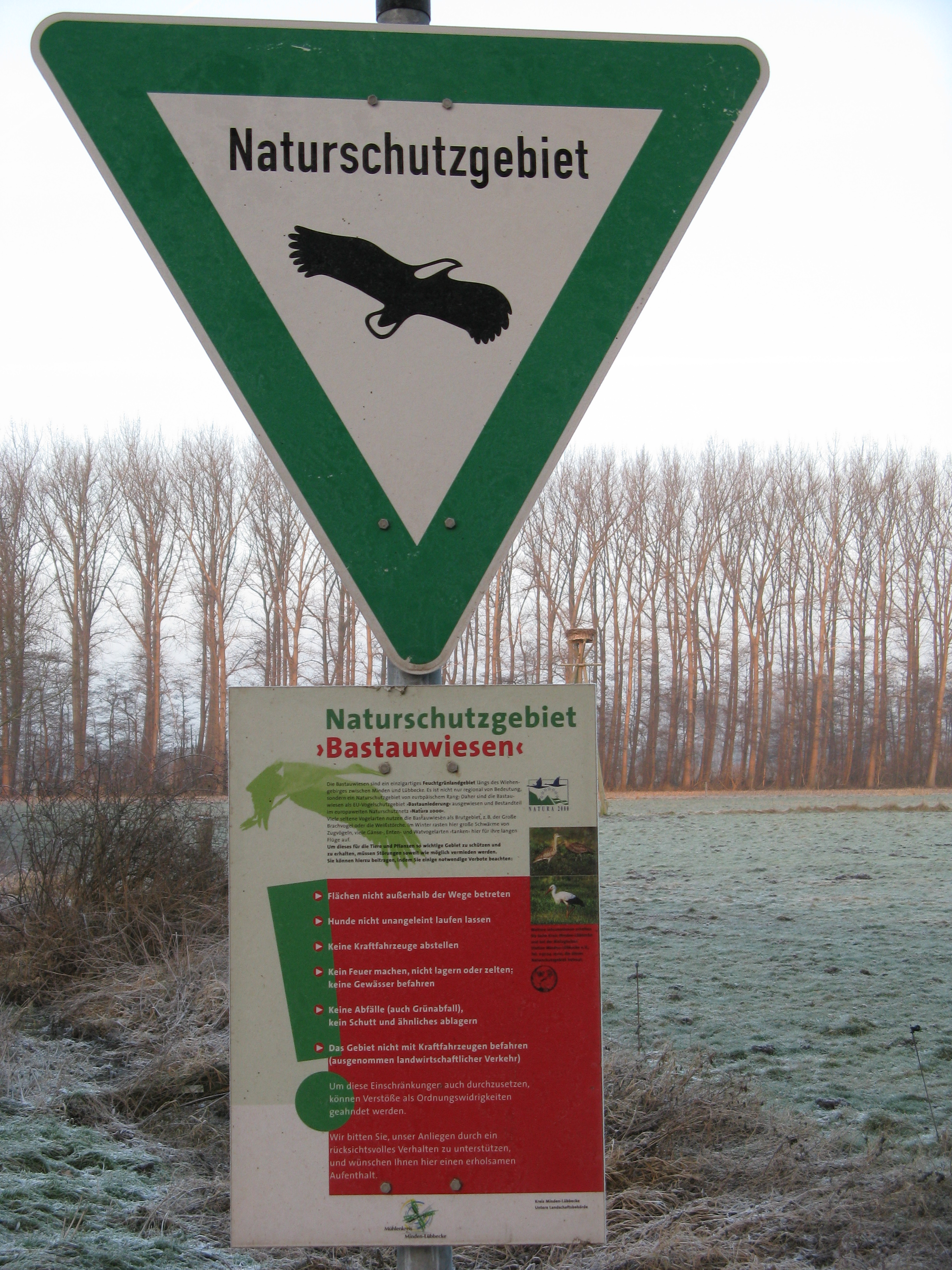
Hinweisschild

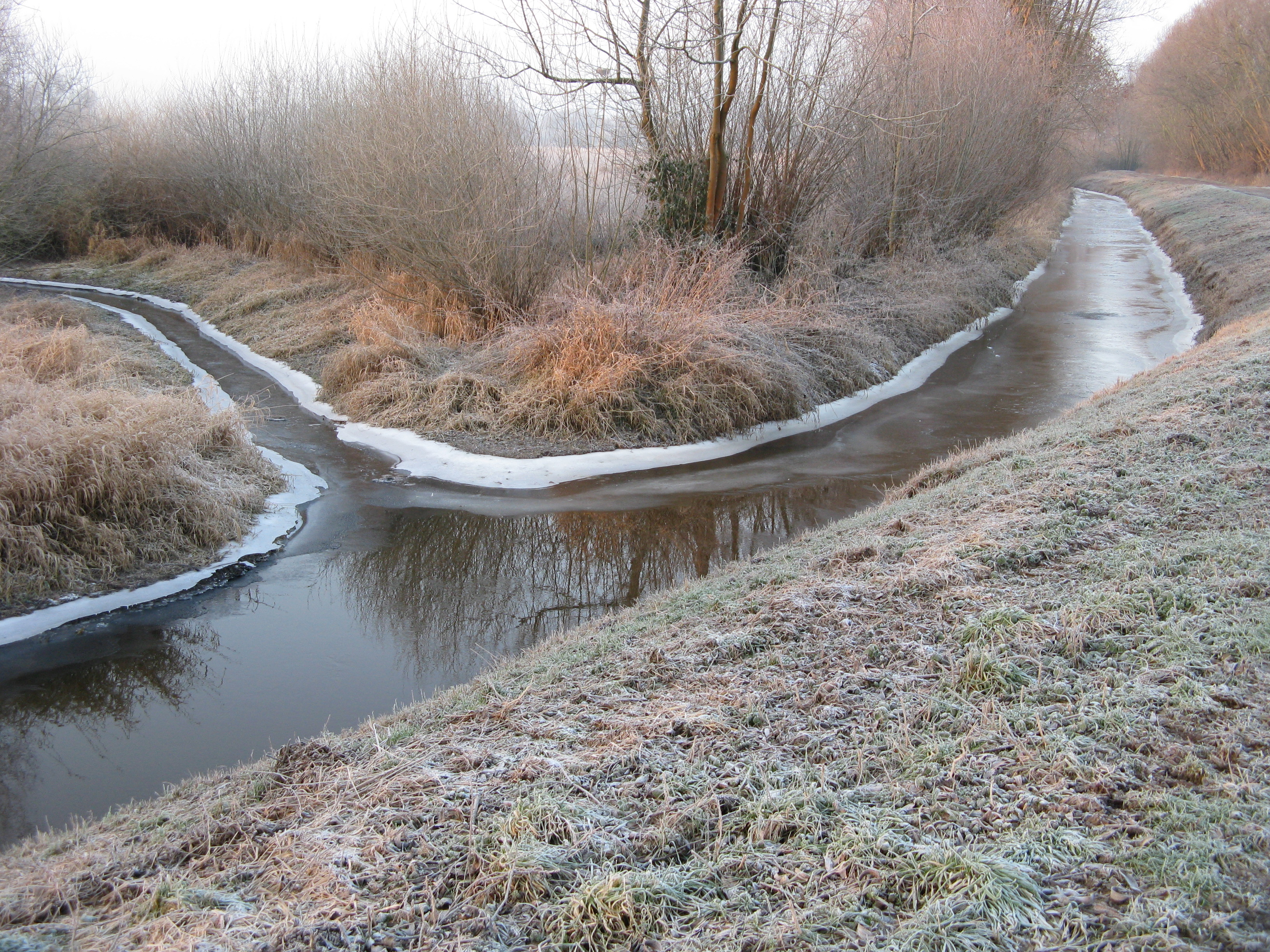
Bastau

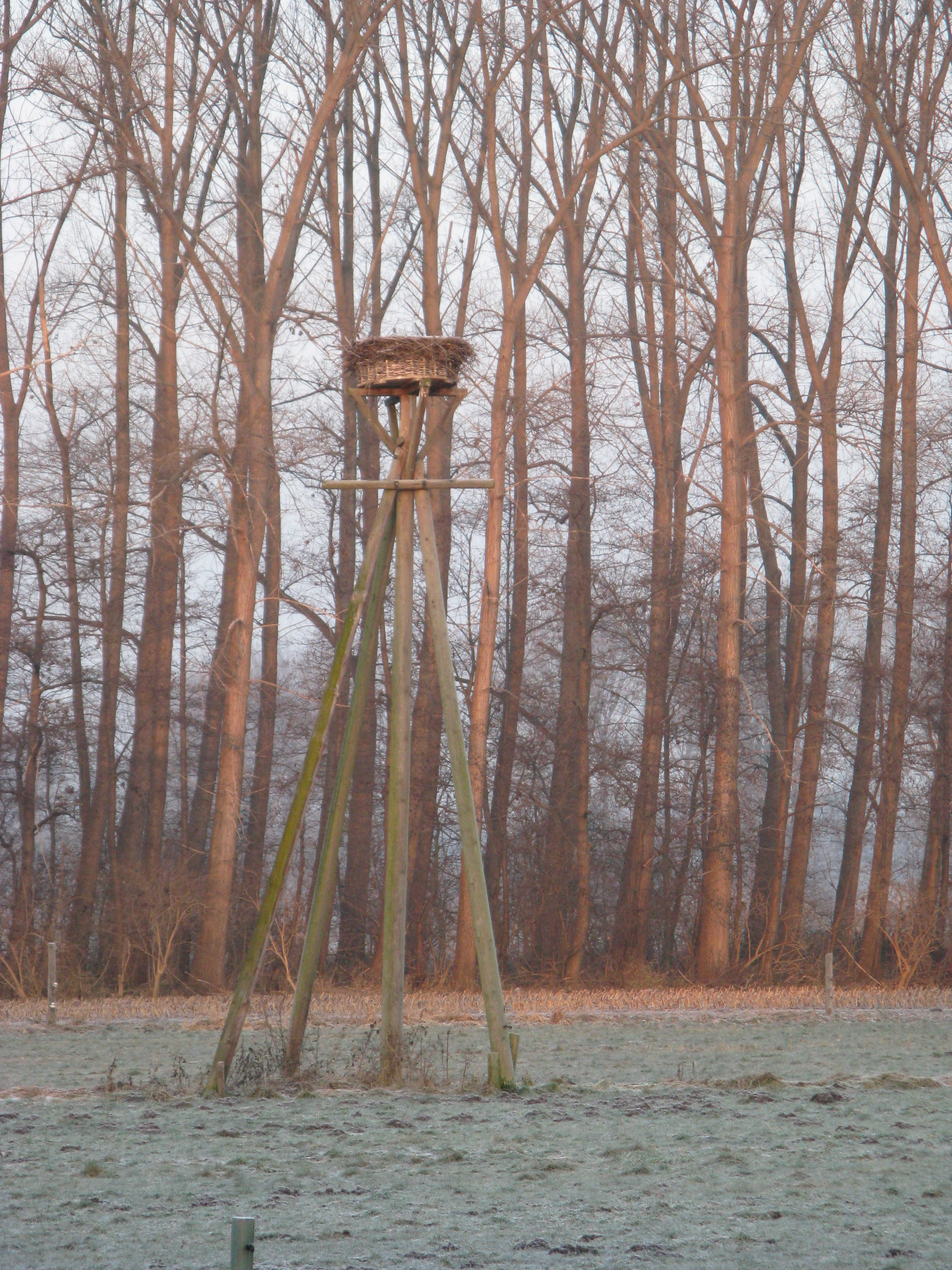
Bastauwiese mit Storchennest

Die Bastauwiesen sind ein Naturschutzgebiet in Minden, Hille und Lübbecke. Mit rund 1.802 Hektar ist es das mit Abstand größte Naturschutzgebiet im Kreis Minden-Lübbecke sowie eines der großen Feuchtgebiete in Nordrhein-Westfalen und wird unter der Bezeichnung MI-003 geführt. 

## Lage
Die östliche Grenze des Naturschutzgebietes Bastauwiesen bildet die Kreisstraße K 10 in den Mindener Ortsteilen Hahlen, Königstor und Dützen. Im Westen geht das Gebiet in das Naturschutzgebiet Großes Torfmoor über. Die nördliche Grenze bildet der Mittellandkanal. Der dem Gebiet den Namen gebende Fluss Bastau stellt die südliche Grenze dar.

## Bedeutung
Das hier vorhandene Moor wurde zur Brenntorfgewinnung abgebaut. Diese abgeräumten Flächen wurden dann zunächst extensiv landwirtschaftlich genutzt. Nach einer Phase der intensiven landwirtschaftlichen Nutzung standen ab Beginn der 1970er Jahre im Gebiet der Bastauniederung immer mehr Flächen für den Naturschutz zur Verfügung. 
Durch die Unterschutzstellung können innerhalb des großflächigen Komplexes die Lebensgemeinschaften und -stätten wildlebender Pflanzen und Tierarten gesichert und ausgebaut werden. Das Naturschutzgebiet hat heute wieder einen hohen ökologischen Wert von überregionaler Bedeutung. Der ursprüngliche Charakter der niedermoorgeprägten Kulturlandschaft wird Schritt für Schritt wiederhergestellt. Der Weißstorch brütet mittlerweile wieder im Gebiet.
Eine überregionale Bedeutung erfahren die Bastauwiesen auch durch die Funktion im Biotopverbund zusammen mit dem Naturschutzgebiet Weseraue als Verbindungsachse zwischen dem Steinhuder Meer und dem Dümmer. Als Brut-, Nahrungs- und Durchzugsgebiet für die Vogelwelt sind sie Bestandteil des EU-Vogelschutzgebietes „Bastauniederung“. Neben weit verbreiteten Vogelarten leben und brüten in den Bastauwiesen etwa 30 gefährdete Arten. Dazu gehören Wachtelkönig, Rohrweihe, Großer Brachvogel und Braunkehlchen sowie Zwergtaucher, Teichrohrsänger, Knäkente und Löffelente.